# كينغدوم هارتس بيرث باي سليب
كينغدوم هارتس بيرث باي سليب هي لعبة فيديو من نوع أكشن تقمص الأدوار تم تطويرها ونشرها بواسطة سكوير إنكس من أجل بلاي ستيشن بورتبل، وهي بمثابة الدفعة السادسة في سلسلة كينغدوم هارتس. تم إصدار اللعبة على قرص الوسائط العام في اليابان في 9 يناير 2010، وفي أمريكا الشمالية في 7 سبتمبر 2010، وفي مناطق PAL في 10 سبتمبر 2010. تم إصدار نسخة دولية من اللعبة بعنوان كينغدوم هارتس بيرث باي سليب فاينال ميكس  في اليابان في يناير 2011 مع عرض التغييرات التي تم إجراؤها في الإصدارات غير اليابانية. وتم إصدار تكملة مباشرة للعبة 
تستخدم اللعبة نظام معركة تم إصلاحه يختلف عن الألعاب السابقة في السلإنهبعناصر جديدة. فهي بادئة لـ كينغدوم هارتس الأصلية التي بدأت قبل عشر سنوات. تركز اللعبة على رحلات تيرا و أكوا و فينتس ، وهي شخصيات ظهرت لفترة وجيزة في كينغدوم هارتس 2 في سعيها لتحديد مكان سيد زيهانورت المفقود، وحماية العوالم من المخلوقات المعروفة باسم غير المحنكين. يمكن للاعب الوصول إلى سيناريوهات الشخصيات الثلاثة المختلفة عند اللعب.
بدأ تطوير اللعبة في يونيو 2005 بأجزاء من لعبة كينغدوم هارتس 2 فاينال ميكس تهدف إلى جلب أدلة الولادة عن طريق النوم . تم توجيه اللعبة بواسطة تتسويا نومورا وشارك في إخراجها تاي ياسو. أشار نومورا إلى اللعبة باسم «الحلقة 0» (ولاحقًا «الحلقة 0.1» بعد إصدار كينغدوم هارتس إكس ) قائلاً إن اللعبة على نفس المقياس وتلعب دورًا كبيرًا في السلسلة مثل كينغدوم هارتس وكينغدوم هارتس 2. لقيت اللعبة استحسانًا حيث بيعت 1.27 مليون نسخة في جميع أنحاء العالم بحلول نوفمبر 2010، وتلقت تعليقات إيجابية من منشورات ألعاب الفيديو. أشاد النقاد بطريقة اللعب والرسومات والموسيقى وقصة اللعبة، مع الانتقادات المخصصة لتصميم المستوى والشخصيات. تم إصدار نسخة عالية الدقة من إصدار فاينال ميكس لجهاز بلاي ستيشن 3 في عام 2014 و بلاي ستيشن 4 في عام 2017، و إكس بوكس وانفي فبراير 2020 كجزء من مجموعة كينفدوم هارتس إتش دي 2.5 ريمكس .

## اللعب
بيرث باي سليب هي لعبة أكشن تقمّص الأدوار مع عناصر التقطيع والذبح التي تقدم جانبًا من أسلوب اللعب في سلسلة تسمى نظام الأوامر. يسمح هذا النظام للاعبين بتخصيص مجموعة الأوامر باستخدام التقنيات والقدرات التي يمكنهم القيام بها حسب الرغبة، والتي تسمى أوامر سطح السفينة.  يؤدي تنفيذ هجمات وأوامر عادية إلى ملء عيار معروض أعلى سطح القيادة. عندما يتم استيفاء متطلبات معينة ويكون العيار ممتلئًا ، يتم تغيير الهجوم الأساسي للاعب إلى أمر «اندفاع» ، والذي يقوم بتجميع مجموعات قوية اعتمادًا على أسلوب القيادة الذي يتم تنشيطه. يؤدي ملء العيار مرة ثانية إلى استبدال أمر «الاندفاع» بأمر «العاصفة» الأكثر قوة.
على عكس الألعاب السابقة في السلسلة ، لا تستخدم اللعبة نقاط السحر (MP) للتعاويذ أو السحر. يستخدم بدلاً من ذلك نظامًا يُعرف باسم التركيز، والذي يتم عرضه بمقياس برتقالي على الواجهة. يمكن للاعب استخدام التركيز لأداء تقنية تسمى شوت لوك يدخل فيها اللاعب في وضع منظور الشخص الأول حيث يستهدف الأعداء لإلقاء تعويذات صاروخ موجه تختلف مع كل شخصية وتقنية، مما يؤدي إلى استنفاد المقياس بالنسبة لعدد الأعداء المستهدفين. بمجرد استنفاد عيار التركيز البؤري، يعاد تعبئته تدريجياً مع كل هجوم وأمر سطح السفينة الذي يهبط فيه اللاعب على عدو.
هناك جانب آخر تم تقديمه في اللعبة وهو( Dimension Link (D-Link، والذي تم قياسه بمقياس أزرق على الواجهة. يتم استخدامه لاستخلاص القوة من بعض الرفاق الذين تلتقي بهم شخصيات اللاعب أثناء اللعبة ، مثل التجربة 626 ، مع استبدال مؤقتًا الأوامر الموجودة في مجموعة الأوامر المخصصة للاعب بمجموعة محددة مسبقًا من الأوامر التي تختلف مع كل D-Link. بمجرد ملء مقياس الأوامر أثناء تنفيذ D-Link ، يتم تنشيط حركة إنهاء قوية لإخراج الأعداء. تحتوي كل حركة نهائية على مستويين يمكن أن يجعل الحركة النهائية أكثر قوة من ذي قبل، على غرار تلك الموجودة في نظام القيادة. لا يمكن استخدام D-Link إلا عند ملء العيار المقابل تمامًا، ويمكن تنشيطه بالضغط يمينًا على لوحة الاتجاه للوصول إلى قائمة D-Link، متبوعًا بتحديد الحليف المختار. 
تحتوي اللعبة أيضًا على لوحة القيادة، والتي تظهر كلما أكمل اللاعب عالمًا، ويمكن الوصول إليها من نقاط حفظ وخريطة العالم بمجرد فتحها. لكل عالم لوحة قيادة فريدة خاصة به مع حيله وآلياته. تلعب لوحة القيادة مثل نسخة مبسطة من سلسلة ألعاب الشارع الأعلى اللوحية. حيث يتم إلقاء نرد ويتحرك اللاعب، كل مساحة لها تأثيرها الفريد على اللاعب. تظهر أيضًا شخصيات ديزني المختلفة من جميع أنحاء اللعبة على لوحة القيادة الخاصة بهم إما لمساعدة اللاعب أو إعاقته. يمكن أن تؤدي الألواح الخاصة في لعبة اللوحة إلى «أحداث خاصة» عندما يهبط عليها اللاعب.

### سيناريوهات
تنقسم اللعبة إلى ثلاثة سيناريوهات منفصلة، يحيط كل منها بقصة الشخصيات الرئيسية الثلاثة: تيرا و أكوا و فينتس . في حين أن الدقائق العشر الأولى من القصة هي نفسها بغض النظر عن الشخصية التي يتم اختيارها، لكن الأحداث التي تلي ذلك تختلف في كل سيناريو، حيث تحدث قصة كل شخصية بالتوازي مع الآخرين وتتقاطع مع بعضها البعض في نقاط مختلفة. تختلف طريقة اللعب لكل سيناريو بناءً على قدرات كل شخصية مثل قوتها وسرعتها وسحرها ف تيرا هي الأقوى من حيث الضرر المادي، و فينتس هي أسرع شخصية وأكوا متخصص في السحر. يمكن للاعبين اختيار أي من السيناريوهات الثلاثة يرغبون في البدء بها بالقرب من بداية اللعبة. ترتيب السيناريو الموصى به من قبل نومورا هو تيرا ، متبوعًا بـ فينتس ، وأخيرًا أكوا ، مما يسمح للاعب بفهم القصة بشكل أفضل.  سيؤدي إكمال جميع السيناريوهات الثلاثة إلى فتح الفصل الأخير من القصة.

### تعدد اللاعبين
تدعم اللعبة ما يصل إلى ستة لاعبين في وقت  في أربعة أوضاع جديدة متعددة اللاعبين، وكلها تدور في عالم يُعرف باسم ميراج أرينا. في كل وضع يتحكم اللاعبون في واحدة من الشخصيات الرئيسية الثلاثة. في لعبة Versus يقاتل اللاعبون ضد بعضهم البعض في لعبة تشبه لعبة الموت ، بينما يقاتل اللاعبون في أرينا بشكل تعاوني بأسلوب لعب "Survival Mode" . يتميز سباق الدمدمة باللاعبين الذين يتنافسون ضد بعضهم البعض بشكل تنافسي على مركباتهم ، والتي يمكن استخدامها أيضًا لمهاجمة المنافسين. لوحة القيادة هي لعبة لوحية تستخدم ميكانيكي لوحة القيادة داخل اللعبة، حيث يحاول اللاعبون الوصول إلى النهاية أولاً كما هو الحال في ألعاب اللوح التقليدية. يؤدي تسجيل الأرقام القياسية في ميراج أرينا إلى حصول اللاعبين على ميداليات يمكن استبدالها بالعناصر النادرة داخل اللعبة.

## المؤامرة

### ضبط
بيرث باي سليب هي لعبة مسبقة تم إعدادها قبل عشر سنوات من أول لعبة في سلسلة كينغدوم هارتس.  مثل الألعاب الأخرى في السلسلة يتقدم اللاعب من خلال مجموعة من العوالم المختلفة استنادًا إلى أماكن مختلفة من ميزات الرسوم المتحركة لشركة ديزني: غابة الأقزام من سنو وايت والأقزام السبعة ، المستوطنة المسحورة من الأميرة النائمة ، قلعة الأحلام من سندريلا وكولوسيوم أوليمبوس من هرقل و الفضاء العميق من ليلو وستيتش ونيفرلاند من بيتر بان والبرج الغامض من فانتازيا .  تتميز اللعبة أيضًا بالعديد من العوالم الجديدة التي تم إنشاؤها خصيصًا لسلسلة سكوير إنكس .

### الشخصيات
الشخصيات الرئيسية الثلاثة هي تيرا و أكوا و فينتس، وهي ثلاثية من المتدربين في كيبلاد تحت قيادة السيد إيراكواس الذين يطمحون إلى أن يصبحوا سادة أنفسهم.  تعود الشخصيات الأخرى من الألعاب السابقة  مثل الإصدارات الأصغر من سورا و ريكوو كايري على الرغم من منحهم أدوارًا أقل بروزًا. يظهر أيضًا عدد من الشخصيات التي تشكلت لاحقًا المنظمة الثالثة عشرة في أشكالها البشرية.
كما هو الحال مع الألعاب الأخرى في السلسلة ، تتميز لعبة بيؤث باي سليب  بمجموعة كبيرة من شخصيات ديزني. أبرز هذه الشخصيات هو ميكي ماوس،  ملك قلعة ديزني ، والذي يعمل كمتدرب على كيبلاد تحت الساحر ين سيد في هذه المرحلة من التسلسل الزمني. يظهر دونالد داك وجوفي اللذان يساعدان سورا في معظم الألعاب الأخرى في أدوار أصغر. تظل معظم شخصيات ديزني الأخرى في عالمها الخاص بغض النظر عن أهميتها الإجمالية للقصة في الدفعات السابقة ، مثل ملافسينت ودنجل للذان خدما كمنافسين رئيسيين بين كينغدوم هارتس و كينغدوم هارتس 2 وعدد من أميرات القلب . بعض الشخصيات (مثل ستيتش  و الأمير فيليب و ميكي) تقاتل أحيانًا جنبًا إلى جنب مع شخصيات اللاعب في المعارك كشركاء مشابهين ، مما يوفر المساعدة وأداء المجموعات لمساعدة اللاعب على المضي قدمًا. ومع ذلك فهم لا يتابعون اللاعب باستمرار مثل دونالد وجوفي في الألعاب الأخرى.

### قصة
يجلب السيد Xehanort فينتس في حالة غيبوبة إلى جزر ديستني بعد تلف قلبها ؛  يستشعر قلب المولود قلب فنتوس ويتصل به وينقذه.  بعد سنوات في أرض المغادرة ، تجري كلا من تيرا و أكوا امتحانًا لتحقيق علامة الإتقان. يتلاعب زيهانورت بالامتحان حتى تفشل تيرا بينما تجتازه أكوا، مما يقلل من سيطرة تيلرا على الظلام في قلبه. بعد ذلك بوقت قصير اختفى زيهانورت وظهر حشد من الغير محنكين في جميع أنحاء العالم. بعد العلم عن هذه التطورات من ين سيد، يرسل  السيد إيراكوس كلا من تيرا وأكوا لتدمير الغير محنكين والعثور على زيهانورت خلال العوالم  التي لا حصر لها.  وفي الوقت نفسه ، يقنع فانيتاس فينتس  باتباع تيرا ضد رغبات إيراكوس ،  بينما يأمر إيراكوس أكوا بمراقبة ظلام تيرا وإعادة فينتس إلى أرض الرحيل.  
بينما يسافر الثلاثة عبر عوالم متعددة ، يجذب تيرا انتباه العديد من الأشرار ، الذين يعرضون عليه مكان وجود زيهانورت في مقابل المساعدة في أجنداتهم الخاصة. في النهاية وجد زيهانورت ، الذي يعرض عليه أن يأخذه كمتدرب له ويحثه على استخدام ظلامه الداخلي للحصول على السلطة. بعد ذلك بفترة وجيزة  اجتمع الأصدقاء الثلاثة في Radiant Garden ولكن ينشأ انشقاق بينهم عندما يكون لديهم جدال حول أفعال تيرا المفترضة في العوالم الأخرى. 
يواجه فينتس زيهانورت ، الذي يكشف عن نيته في إعادة توحيد قلوب فينتس و فانيتاس لإنشاء كيبلاد قوية للغاية تسمى شفرة χ.  يرسل زيهانورت  فينتس إلى أرض الرحيل  لمواجهة إيراكوس، الذي يحاول تدمير فينتس لإحباط خطة زيهانورت.  يصل تيرا لإنقاذ فينتس ويقاتل مع إيراكوس ؛  بعد هزيمته ، هزم إراقوس من قبل زيهانورت ، الذي يخفي أرض الرحيل في الظلام ويطلب من تيرا الذهاب إلى عالم يُعرف باسم كيبلاد  جرافييارد.  

## الاستقبال
بيعت اللعبة بشكل جيد للغاية خلال أول يومين من إصدارها مع بيع أكثر من 500000 نسخة من اللعبة في اليابان. بحلول 14 فبراير بعد أكثر من شهر بقليل  باعت اللعبة ما مجموعه 800551 نسخة. كانت المبيعات في أمريكا الشمالية وأوروبا جيدة أيضًا ، حيث احتلت اللعبة أماكن عالية في فئات مختلفة. بعد إصدارها في الولايات المتحدة تم إدراجها على أنها سادس لعبة فيديو مبيعًا هناك في سبتمبر 2010 من قبل مجموعة NPD. بحلول نوفمبر 2010 باعت اللعبة 1.27 مليون وحدة في جميع أنحاء العالم مع 310.000 و 190.000 نسخة قادمة من أمريكا الشمالية وأوروبا ، على التوالي ، والباقي من اليابان. في نوفمبر 2011 ، أعلنت شركة سوني أن  بيرث باي سليب ستتسلم «الجائزة الذهبية» لبيع أكثر من 500000 وحدة في اليابان.
1. ↑  Gantayat، Anoop (2 أكتوبر 2007). "Nomura Discusses Kingdom Hearts". آي جي إن. مؤرشف من الأصل في 2012-03-22. اطلع عليه بتاريخ 2010-01-25.
2. 1 2 3 4 5  "A New Chapter In The Kingdom Hearts Series Delivers Three Brand-New Titles To The Nintendo DS, PlayStation Portable, And Mobile Phones". سكوير إنكس. 21 سبتمبر 2007. مؤرشف من الأصل في 2019-01-29. اطلع عليه بتاريخ 2007-09-24.
3. ↑  فاميتسو (28 أغسطس 2009). "マルチプレイの情報も飛び出した『キングダム ハーツ バース バイ スリープ』". فاميتسو. مؤرشف من الأصل في 2012-10-21. اطلع عليه بتاريخ 2009-09-25.
4. ↑  "Kingdom Hearts PSP hits September 7". GameSpot. 17 مايو 2010. مؤرشف من الأصل في 2020-11-20. اطلع عليه بتاريخ 2010-09-17.
5. 1 2  "Kingdom Hearts Birth By Sleep Nets North American Date". PSX Extreme. 17 مايو 2009. مؤرشف من الأصل في 2012-08-26. اطلع عليه بتاريخ 2010-05-17.
6. 1 2  Parish, Jeremy (19 سبتمبر 2007). "Preview - First glimpse of the KH prequel for PSP". 1أب.كوم. مؤرشف من الأصل في 2007-10-20. اطلع عليه بتاريخ 2007-09-20.
7. 1 2  Onyett، Charles (19 يناير 2007). "TGS 2007: Three New Kingdom Hearts Titles". آي جي إن. مؤرشف من الأصل في 2012-03-22. اطلع عليه بتاريخ 2007-09-20.
8. 1 2  "『キングダム ハーツ バース バイ スリープ』でディズニーキャラクターなどの仲間とリンク！". فاميتسو. 2 أكتوبر 2009. مؤرشف من الأصل في 2013-11-04. اطلع عليه بتاريخ 2009-11-03.
9. ↑  Parish، Jeremy (2 أغسطس 2008). "Previews: Kingdom Hearts PSP". 1أب.كوم. مؤرشف من الأصل في 2013-08-30. اطلع عليه بتاريخ 2008-08-08.
10. ↑  "Kingdom Hearts: Birth by Sleep Mini-Games & More". آي جي إن. مؤرشف من الأصل في 2013-08-30. اطلع عليه بتاريخ 2012-04-11.
11. ↑  Dengeki Staff (15 Jan 2010). "Kingdom Hearts: Birth by Sleep". آسكي ميديا وركس (باليابانية): 60–61.
12. 1 2  Famitsu Staff (24 Dec 2009). "Interview with Tetsuya Nomura". إنتربرين  [لغات أخرى]‏ (باليابانية): 116–121.{{استشهاد بدورية محكمة}}:  صيانة الاستشهاد: علامات ترقيم زائدة (link)
13. ↑  "KINGDOM HEARTS BIRTH BY SLEEP OPENS THE DOORS TO AN UNTOLD WORLD THIS SUMMER". سكوير إنكس. 16 مارس 2010. مؤرشف من الأصل في 2013-08-30. اطلع عليه بتاريخ 2010-03-16.
14. ↑  Famitsu Staff (10 Dec 2009). "Interview with Tetsuya Nomura". إنتربرين  [لغات أخرى]‏ (باليابانية): 48–55.{{استشهاد بدورية محكمة}}:  صيانة الاستشهاد: علامات ترقيم زائدة (link)
15. ↑  "Famitsu Interview". Kingdom Hearts Birth By Sleep Ultimania (باليابانية). Studio BentStuff. 25 Mar 2010. ISBN:978-4-7575-2788-1.
16. ↑  "Kingdom Hearts Birth by Sleep". آي جي إن. مؤرشف من الأصل في 2013-08-30. اطلع عليه بتاريخ 2007-09-20.
17. ↑  Famitsu Staff (14 Jan 2010). "Interview with Tetsuya Nomura". إنتربرين  [لغات أخرى]‏ (باليابانية): 36–42.{{استشهاد بدورية محكمة}}:  صيانة الاستشهاد: علامات ترقيم زائدة (link)
18. ↑  Tsutaya (12 يناير 2010). "ＭＤ松尾のヒット解析：「キングダム　ハーツ」５０万本の好スタート　「バイオ」人気か". 每日JP.com. مؤرشف من الأصل في 2013-08-30. اطلع عليه بتاريخ 2010-01-13.
19. ↑  Dengeki Staff (22 فبراير 2010). "【2月8日～14日のPSソフト売り上げ】40万本超の『GOD EATER』が1位". Dengeki PlayStation. مؤرشف من الأصل في 2010-02-25. اطلع عليه بتاريخ 2010-02-22.
20. ↑  Cowan, Danny (10 سبتمبر 2010). "Saling The World: Kingdom Hearts: Birth by Sleep Heads U.S. PSP Sales". غيماسوترا. مؤرشف من الأصل في 2013-08-30. اطلع عليه بتاريخ 2010-09-11.
21. ↑  Thorsen, Tor (14 أكتوبر 2010). "September US game sales slide 8%, hardware down 19% - NPD". غيم سبوت. مؤرشف من الأصل في 2020-11-20. اطلع عليه بتاريخ 2010-10-20.
22. ↑  Gantayat, Anoop (4 نوفمبر 2010). "Square Enix's Biggest Games Were Dragon Quest and Kane & Lynch". آي جي إن. مؤرشف من الأصل في 2012-01-26. اطلع عليه بتاريخ 2012-04-28.
23. ↑  "PlayStation Awards 2011 Streamed". Anime News Network. 30 نوفمبر 2011. مؤرشف من الأصل في 2011-12-02. اطلع عليه بتاريخ 2011-11-30.